# El Salvador (Chili)
El Salvador is een Chileense mijnstad in de gemeente Diego de Almagro in de regio Atacama. De in 1959 gestichte stad ligt op een hoogte van 2.300 meter in de uitlopers van de Andes, en telt circa 7.000 inwoners. 
De lokale economie van El Salvador draait volledig om de kopermijnbouw. Op het hoogtepunt van de koperproductie had El Salvador 24.000 inwoners.

## Economie
De Atacameños wonnen hier al koper rond het jaar 1000. Onderzoekers uit de Verenigde Staten ontdekten in de jaren 1950 de aanwezigheid van ertsen die op industriële schaal gewonnen konden worden. De Anaconda Copper Mining Company was bezorgd over de afnemende reserves in hun mijn in Potrerillos en stuurde in 1951 onderzoekers op pad om nieuwe ertslagen in Chili te zoeken. Deze werden in 1954 ontdekt en in 1955 in kaart gebracht.
Door de afgelegen ligging was Anaconda Copper genoodzaakt de zelfvoorzienende woonplaats El Salvador te bouwen. Naast woningen kwamen er scholen, winkels, water- en energievoorziening en een spoorweg. De mijn ging open in 1959. Op 23 april van dat jaar werd de eerste vracht erts vermalen, op 2 juli arriveerde de eerste staaf koper in New York.
De architect die belast was met het ontwerpen van de stad was Raymond Olson, die op het hoofdkwartier van Anaconda in New York werkte.
In 1971, na de nationalisatie van de kopermijnen door de regering van Salvador Allende, nam Codelco de bedrijfsvoering van de El Salvador mijn over.
In 2004 werd een hoeveelheid van 74.874 ton koper geproduceerd en werkten er 1727 mensen. Sinds 2001 werden echter al verliezen geleden, ondanks de stijging van de koperprijzen. Een studie door de Australische consultant Goldberg stelde vast dat er nog slechts 243 miljoen ton kopererts in de mijn aanwezig was, genoeg voor nog maar een paar jaar productie. Op 29 juli 2005 kondigde Codelco plannen aan om de mijn vanaf 2008 te sluiten. Verwacht werd dat de stad in 2011 zou worden gesloten, in 2017 was deze echter nog steeds bewoond.
Het 'Salvador Solar Park' met een capaciteit van 70 MW ligt 5 km ten zuiden van El Salvador.

## Sport
El Salvador is de thuisbasis van voetbalclub Club Deportes Cobresal, die uitkomt in de hoogste divisie van het Chileense voetbal, de Primera División, en zijn thuiswedstrijden speelt in het Estadio El Cobre. Het stadion heeft een capaciteit van 20.750 toeschouwers, driemaal de huidige bevolking van de stad.

## Afbeeldingen

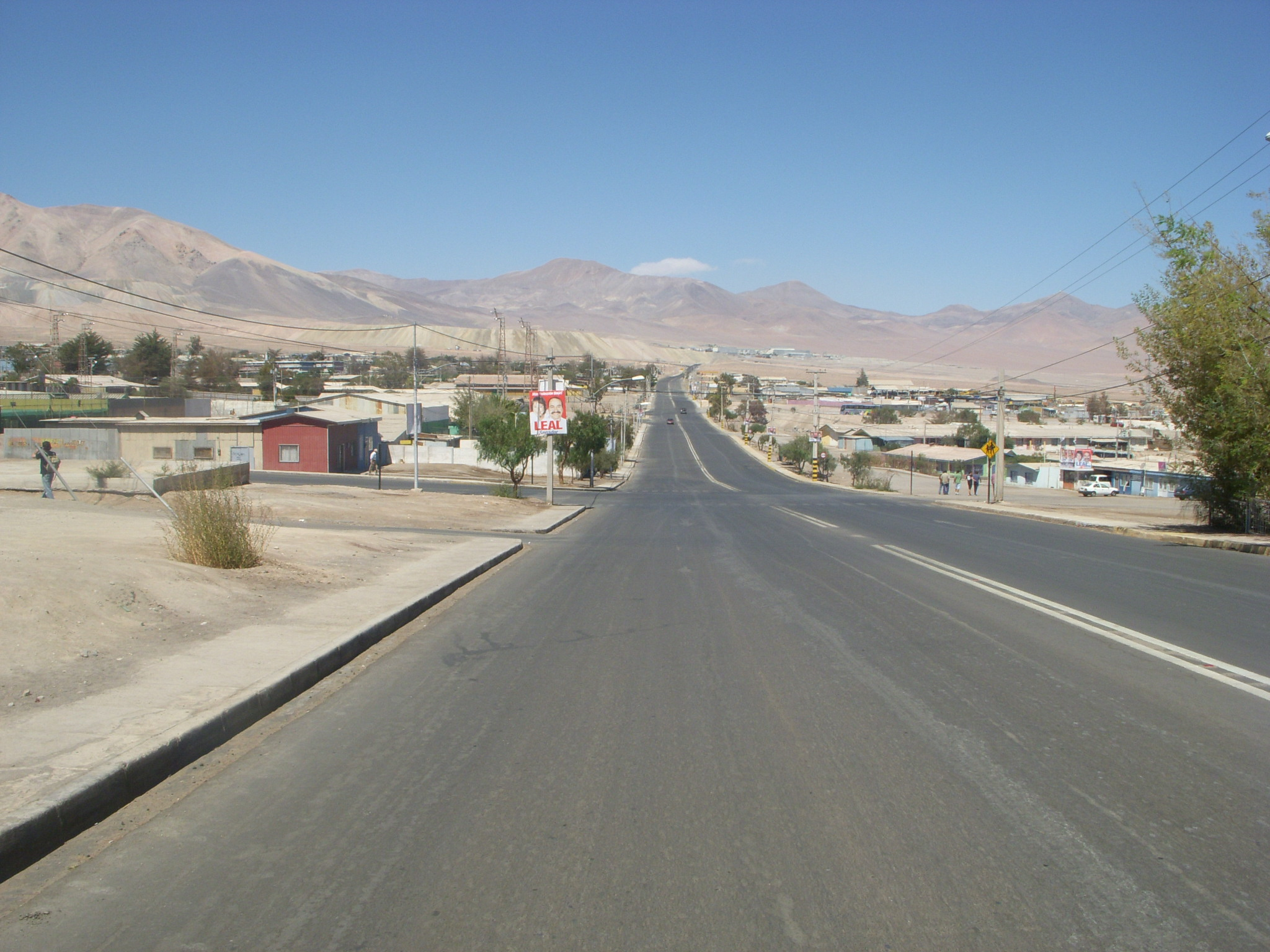
Vía Principal
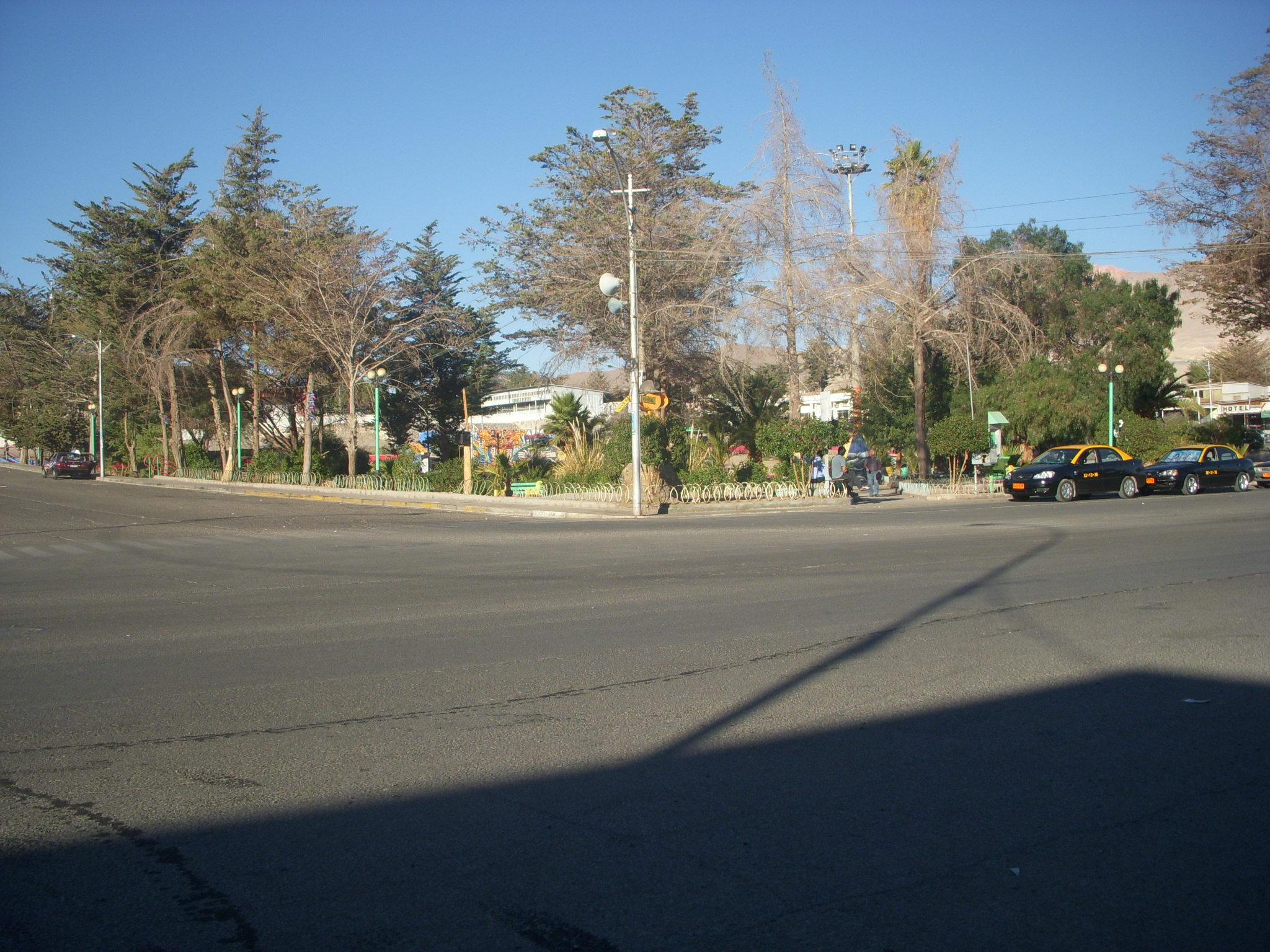
Plaza de Armas
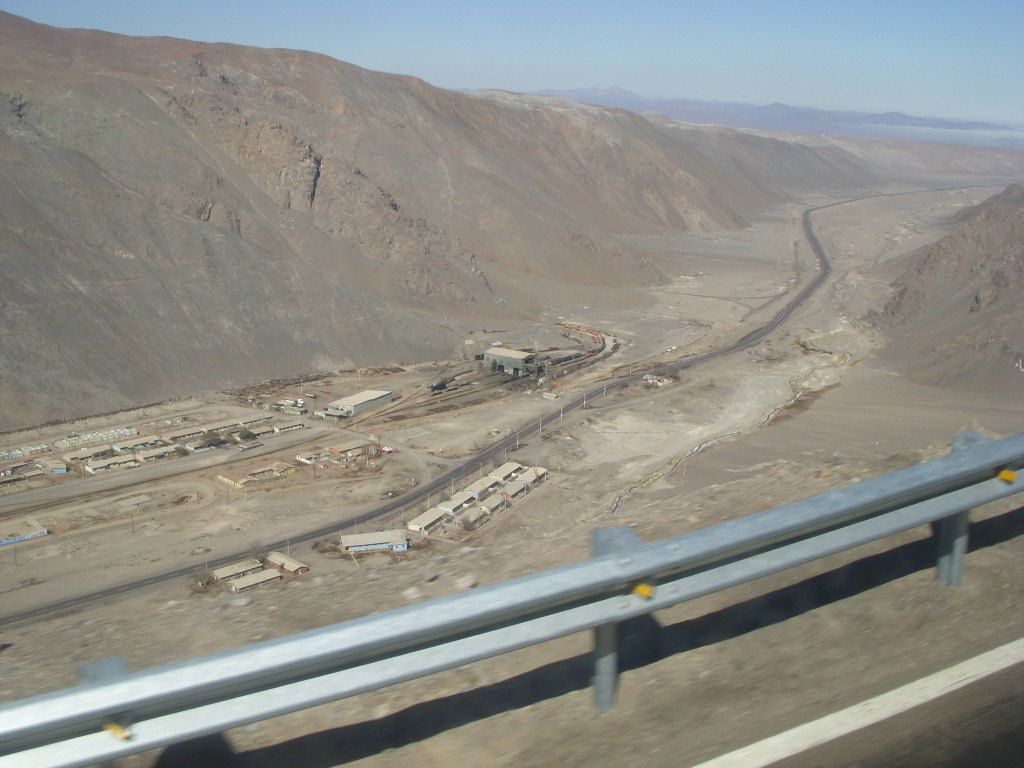
Poblado de Llanta, El Salvador
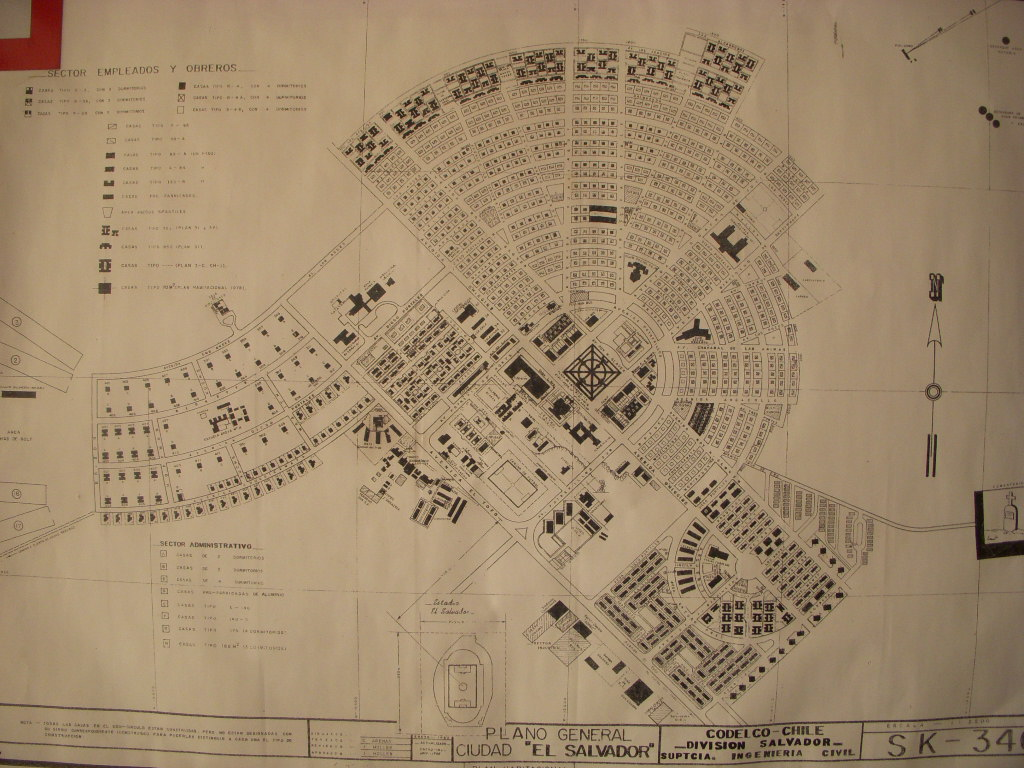
Plattegrond in de vorm van een Romeinse helm